# Луїджі Лукені
Луї́джі Луке́ні (італ. Luigi Lucheni, 22 квітня 1873, Париж — 19 жовтня 1910, Женева) — італійський анархіст, вбивця австрійської імператриці Єлизавети Баварської.

## Раннє життя
Його мати, Луїджа Луккені, була служницею в Альбарето. Завагітнівши від наймача, вона поїхала до Парижа, віддала дитину в сирітський притулок, після чого емігрувала до Америки.
Коли Луїджі підріс, він вступив в італійську армію і був зарахований до кавалерійського полку. Він служив в Неаполі, а потім брав участь у кампанії в Східній Африці, за яку отримав медаль. Деякий час Лукені був денщиком у знатних офіцерів, через яких старався обійняти посаду начальника в'язниці. Не отримавши бажаного, він виїхав з країни й працював на будівництві в Лозанні. Там він ознайомився з анархізмом.
Лукені поставив собі за мету нищити нероб, багато яких приїжджало до Швейцарії на відпочинок. Спочатку він хотів убити орлеаністського претендента на французький трон — принца Філіпа, але той поїхав, перш ніж злочин було підготовлено. Тоді Лукені зупинив вибір на австрійській імператриці Єлизаветі, яка всюди ходила без охорони, що підвищувало шанси на успіх задуманого.

## Вбивство Єлизавети Баварської
10 вересня 1898 в Женеві Лукені вбив Єлизавету самотужки заточеним тригранним напилком. Спочатку жінка прийняла його за грабіжника й визнала травму безпечною, але в той же день померла від внутрішньої кровотечі. Перехожі затримали терориста й віддали в руки поліції. Його засудили до довічного ув'язнення.
У в'язниці Лукені писав мемуари. У 1910 році його знайшли мертвим. За офіційною версією, в'язень повісився. Його законсервовану голову показують як дивину багатим туристам.
Вбивство імператриці не призвело до революції, а навпаки — викликало хвилю антианархістських і антиіталійських настроїв. На думку біографа Єлизавети Бриґітте Гаманн, освічена імператриця, обтяжена монархічними обов'язками, яка навіть умовляла чоловіка зректися престолу, мала набагато лівіші й ліберальніші погляди, ніж невдатний претендент на посаду начальника в'язниці.
Анархістка Емма Ґольдман, яка захоплювалася іншими італійськими терористами — Санте Казеріо та Ґаетано Бреші, засудила вчинок Лукені. «Червона Емма» була схильна вважати пригнобленими всіх жінок, навіть імператриць.

## У популярній культурі
У мюзиклі Міхаеля Кунце та Сильвестера Левая «Єлизавета» Луїджі Лукені — персонаж, який гірко й саркастично розповідає про життя Єлизавети й врешті-решт стає її вбивцею. Він робить усе можливе, щоб налаштувати глядачів проти імператриці, але зрештою дає їм можливість самим розсудити про нього та Єлизавету. 
Луїджі Лукені також згадано в книжках польського письменника Бруно Шульца «Цинамонові крамниці» та «Санаторій під клепсидрою». За мотивами «Санаторію під клепсидрою» знято однойменний фільм.
У книжці Нормана Мейлера «Замок у лісі» фото Луїджі Лукені спонукує Адольфа Гітлера мастурбувати.